# Würrich
Würrich là một đô thị thuộc huyện Rhein-Hunsrück bang Rheinland-Pfalz, phía tây nước Đức. Đô thị Würrich có diện tích 4,33 km², dân số thời điểm ngày 31 tháng 12 năm 2006 là 164 người.